# Moosina
Moosina is een geslacht van uitgestorven kreeftachtigen uit de klasse van de Ostracoda (mosselkreeftjes).

## Soort
- Moosina barisensis Bassiouni & Luger, 1990 †